# Maršovy Chody
Maršovy Chody (německy Maschakotten) jsou vesnice, část obce Částkov v okrese Tachov v Plzeňském kraji. Leží pět kilometrů jižně od Tachova. V roce 2011 zde trvale žilo 63 obyvatel. Jeden kilometr jihozápadně odtud se nachází přírodní památka Maršovy Chody.

## Historie
První písemná zmínka o vesnici pochází z roku 1454. Udává se také rok 1365, kdy je vesnice uváděna pod názvem Nové Chody.[zdroj?] V letech 1938 až 1945 byla ves přičleněna (v důsledku uzavření Mnichovské dohody) k nacistickému Německu.

## Obyvatelstvo
| Rok            | 1869 | 1880 | 1890 | 1900 | 1910 | 1921 | 1930 | 1950 | 1961 | 1970 | 1980 | 1991 | 2001 | 2011 | 2021 |
| -------------- | ---- | ---- | ---- | ---- | ---- | ---- | ---- | ---- | ---- | ---- | ---- | ---- | ---- | ---- | ---- |
| Počet obyvatel | 217  | 214  | 203  | 197  | 201  | 184  | 172  | 81   | 100  | 85   | 77   | 62   | 55   | 63   | 57   |
| Počet domů     | 36   | 39   | 40   | 43   | 40   | 38   | 36   | 24   | 24   | 22   | 21   | 21   | 21   | 22   | 24   |

## Obecní správa
Při sčítání lidu v letech 1850–1963 Maršovy Chody byly samostatnou obcí v okrese Tachov. V letech 1964–1980 byly částí obce Částkov v okrese Tachov. Od 1. července 1980 do 23. listopadu 1990 byly částí obce Staré Sedliště v okrese Tachov. Od 24. listopadu 1990 jsou opět částí obce Částkov v okrese Tachov.

## Pamětihodnosti
- Kaplička
- Usedlosti čp. 1 a 28

## Další fotografie

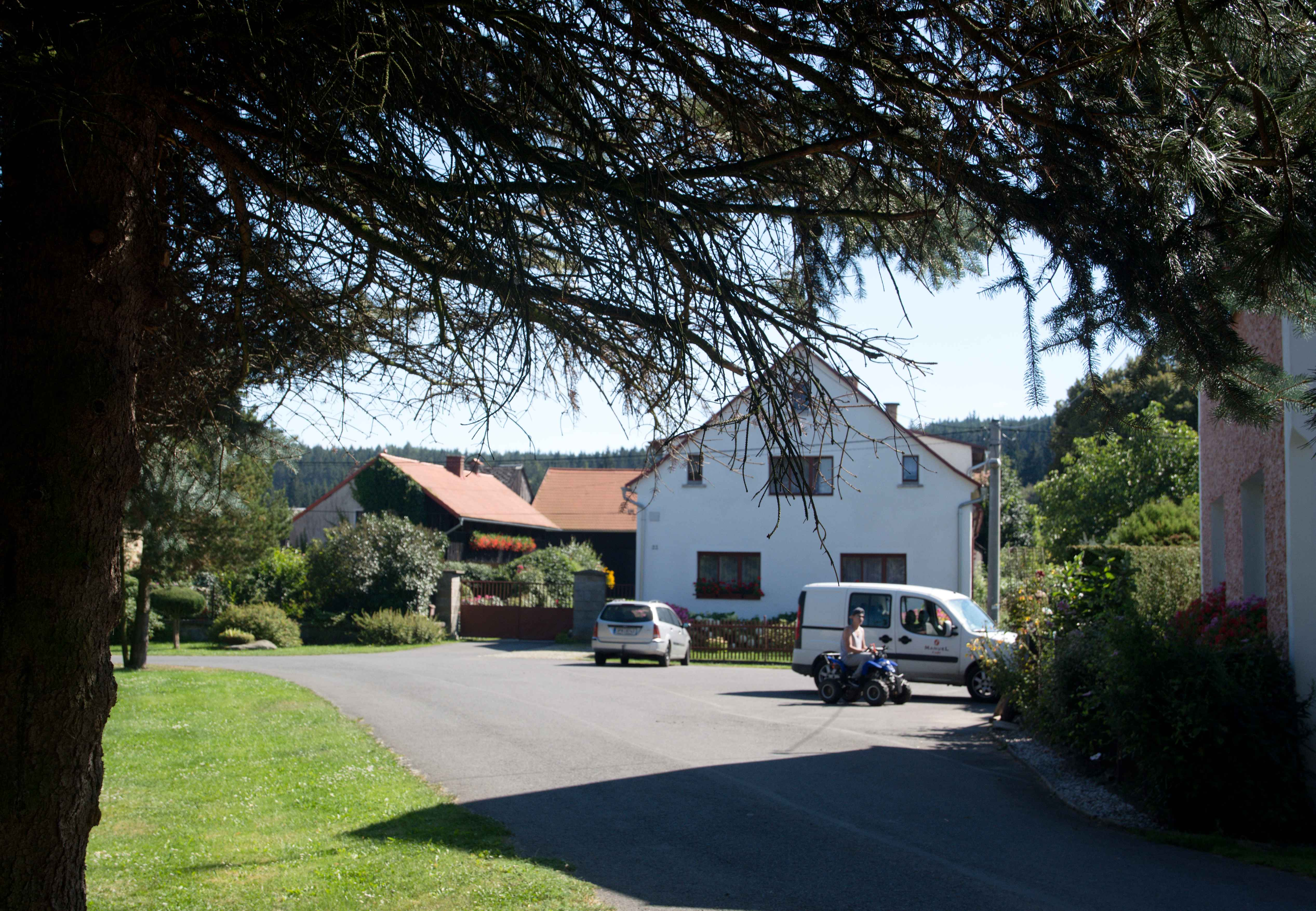
Náves
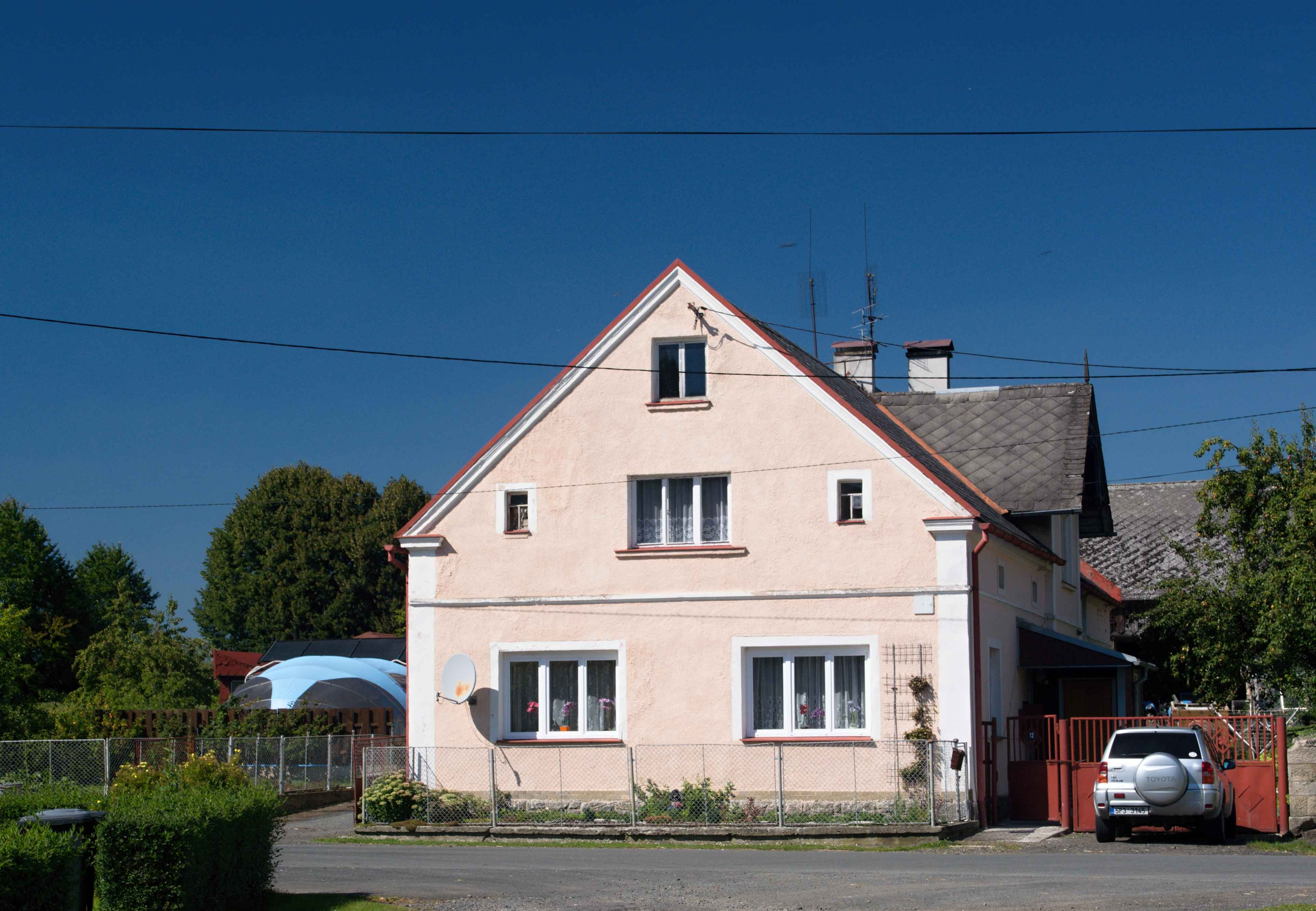
Dům čp. 7
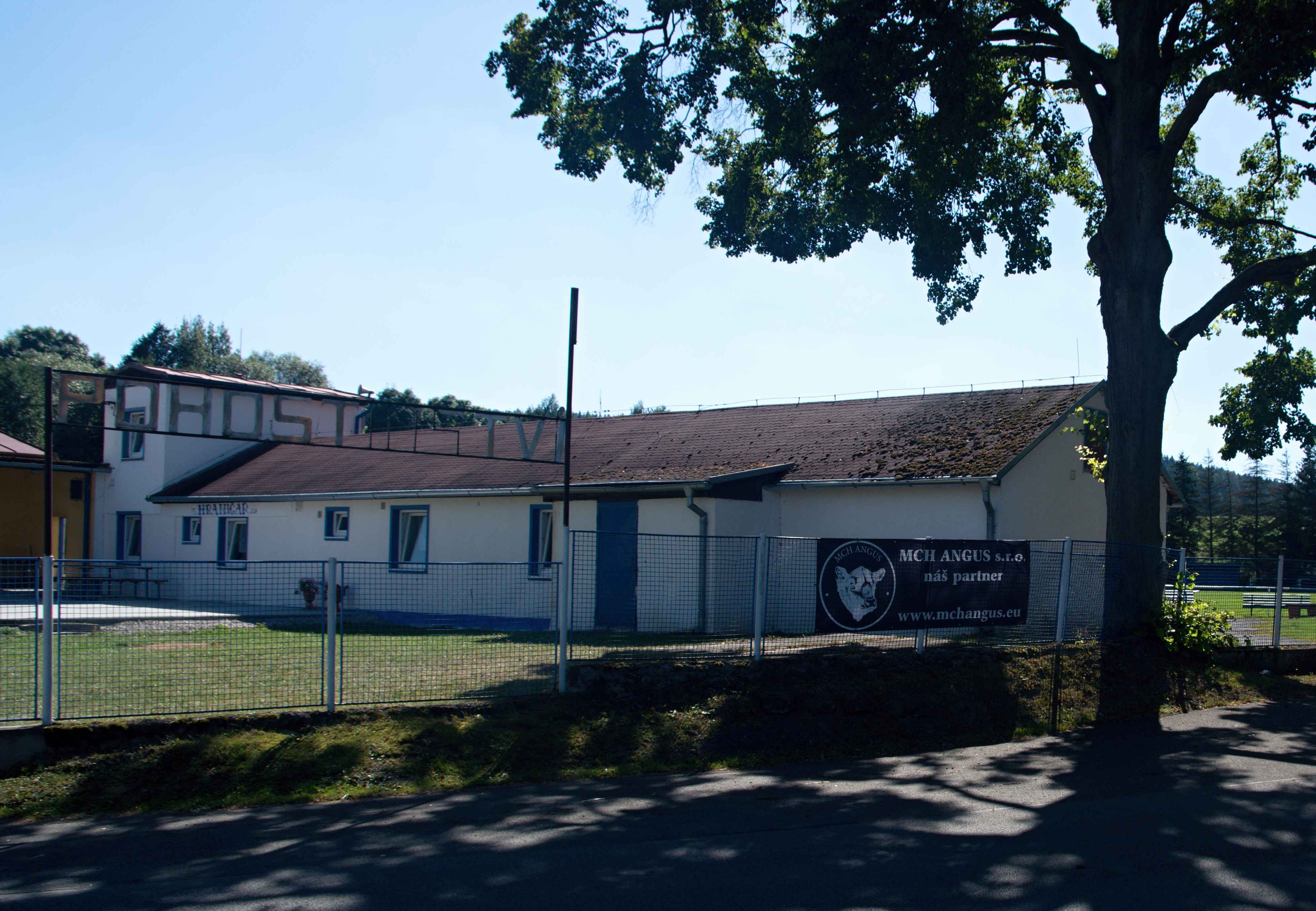
Restaurace